# Nicholas Strange
Nicholas Strange (* 1947 in Bournemouth, England) ist ein britischer Ökonom und Autor.
Er studierte Volkswirtschaft, Psychologie und Philosophie in Oxford, an der London School of Economics und an der Insead in Fontainebleau. Strange arbeitete für McKinsey und Ingersoll Engineers, bevor er sich als Unternehmensberater selbständig machte. Darüber hinaus lehrt er Betriebswirtschaft und Infografik an der  Russischen Akademie der Wirtschaft in Moskau.

## Publikationen
- Keine Angst vor Methusalem! Warum wir mit dem Altern unserer Bevölkerung gut leben können. Zu Klampen, 2006, ISBN 978-3-934920-90-3
- Smoke and Mirrors. How to Bend Facts and Figures to Your Advantage. A & C Black, 2007, ISBN 978-0-7136-7924-3

| Personendaten    | Personendaten               |
| ---------------- | --------------------------- |
| NAME             | Strange, Nicholas           |
| KURZBESCHREIBUNG | britischer Ökonom und Autor |
| GEBURTSDATUM     | 1947                        |
| GEBURTSORT       | Bournemouth, England        |